# Хо, Стэнли
Стэнли Хо (англ. Stanley Ho, кит. 何鴻燊; ; 25 ноября 1921, Британский Гонконг, Британская империя — 26 мая 2020, Гонконг, Китай) — британский и китайский предприниматель, инвестор и филантроп. Основатель SJM Holdings.

## Биография
Стэнли Хо родился 25 ноября 1921 года в семье, и был девятым из тринадцати детей Хо Сай-квонга (何世光). Среди его предков — китайцы, голландские евреи и англичане. Его прадедом был Чарльз Генри Морис Босман (1839-1892), голландский еврей, а прабабушка - китаянка Цзе Тай (施娣) из уезда Баоань (современные Шэньчжэнь и Гонконг). Его дедушка Хо Фук (何福) был братом предпринимателя Роберта Хотхуна.
Хо учился в Куинз-колледже Гонконга, в котором он посещал D-класс, самый низкий уровень в тогдашней системе классов Гонконга, из-за его неудовлетворительных академических результатов. Однако позже он получил стипендию в Университете Гонконга. Его учёба в университете была прервана началом Второй мировой войны в 1942 году.

## Награды
Великобритания
- Орден Святого Иоанна Иерусалимского степени брата-командора (22 апреля 1983)[10].
- Орден Британской империи степени офицера (30 декабря 1989) — «за заслуги перед сообществом Гонконга»[11].

Португалия
- Орден Инфанта дона Энрике[12][13]:
  - Степени командора (7 августа 1981).
  - Степени великого офицера (19 апреля 1986).
  - Степени кавалера Большого креста (30 марта 1995).
- Орден Заслуг[12][13]:
  - Степени командора (17 апреля 1971).
  - Степени кавалера Большого креста (10 июня 1990).

Прочие
- Орден султана Теренггану Махмуда I[англ.] степени кавалера (1972, Малайзия)[12].
- Орден Короны Перака[англ.] степени рыцаря — великого командора (1990, Малайзия)[14].
- Орден Почётного легиона степени кавалера (1984, Франция)[12][15].
- Орден Священного сокровища с золотыми лучами и шейной лентой (1987, Япония)[12][16].
- Орден Святого Григория Великого степени командора (1989, Ватикан)[12][15].
- Орден Короны Теренггану[англ.] степени рыцаря — великого командора (1997, Малайзия)[12][17].
- Почётная медаль Золотого Лотоса[порт.] (Макао, 2001)[18][19].
- Золотая Звезда Баугинии[англ.] (Гонконг, 2003)[20][21].
- Большая медаль Баугинии (Гонконг, 2010)[20][22].
- Почётный гражданин Пекина[англ.] (2001)[23].